# Hôtel Amelot de Bisseuil
Pour les articles homonymes, voir Amelot.
L'hôtel Amelot de Bisseuil, dit des Ambassadeurs de Hollande, est un hôtel particulier construit au XVIIe siècle dans le quartier historique du Marais, dans le 4e arrondissement de Paris (rue Vieille-du-Temple, no 47, et rue des Guillemites, no 10) Ce site est desservi par la station de métro Saint-Paul.
Différentes théories courent sur l’origine de l’appellation « Hôtel des Ambassadeurs de Hollande ». L'une d'elles veut que l’hôtel ait servi comme résidence à l’ambassadeur de Hollande. Une autre explication est que, lors de la révocation de l’édit de Nantes, le chapelain de l'ambassade de Hollande, Marcus Guitton, aurait assuré le culte réformé dans la chapelle de l’hôtel aujourd’hui disparue (les chapelles des ambassades "protestantes" étaient les seuls lieux où l'on tolérait l'exercice du culte).
L'hôtel Amelot de Bisseuil, dit des Ambassadeurs de Hollande, fait l’objet d’un classement au titre des monuments historiques depuis le 21 mai 1924.

## Histoire
À l'emplacement de l'hôtel Amelot de Bisseuil se dressait l'hôtel de Rieux, du nom de Jean II de Rieux, qui combattit aux côtés de du Guesclin. Son fils, Pierre de Rieux, qui assista Jeanne d'Arc au siège d'Orléans, l'habita ensuite. Louis Ier d'Orléans, frère cadet du roi Charles VI, fut assassiné à proximité de l'hôtel en 1407 par les partisans du duc de Bourgogne, Jean sans Peur. Son cadavre fut transporté à l'hôtel de Rieux par son écuyer.
La demeure fut ensuite celle de François de Hardy, mari d'Henriette de Coulanges, tante de la marquise de Sévigné. En 1638, il la vendit à Denis Amelot de Chaillou qui entreprit une reconstruction totale. C'est probablement de l'hôtel de Rieux que l'hôtel Amelot de Chaillou doit cette particularité d'avoir deux cours. L'entrée de l'hôtel de Rieux donnait sur la rue des Guillemites.
C'est le fils de Denis Amelot de Chaillou, Jean-Baptiste Amelot, vicomte de Bisseuil, Maître des requêtes, qui reprit le chantier après la mort de Denis. En préface des planches qu'il a gravées concernant cet hôtel, l'architecte Pierre Cottard a écrit que le vicomte « fit commencer à raccommoder cette maison le 15 août 1657 et fut finie au même temps 1660 ». Jean-Baptiste meurt en 1689 et l'hôtel revient à celle de ses filles qui est mariée à Jean-Baptiste du Deffand, dont le fils épousa celle qui devint dès lors Madame du Deffand. En 1711, Claude Miotte, secrétaire du roi Louis XIV, achète l'hôtel.
L'hôtel de Pierre Cottard a été assez bien conservé malgré les transformations faites par l'architecte Louis Le Tellier, en 1759. Ce dernier a supprimé le grand escalier.
En 2010, l'hôtel est acheté 38 millions d'euros par la société immobilière Acanthe Développement (comprenant quinze places de stationnement au premier et second sous-sols d'un immeuble mitoyen). De 2014 à 2016, un important travail de ravalement et restauration est entrepris (façades extérieures, décorations intérieures, boiseries, peintures et dorures) pour un peu plus de 2 millions d'euros.
Il a ensuite été revendu 69 millions d’euros à un investisseur belge qui souhaite y créer un hôtel de luxe. Après les travaux qui ont débuté en 2017, l’hôtel devrait ouvrir ses portes en 2022 : il sera d'une dizaine de suites,.

## Architecture

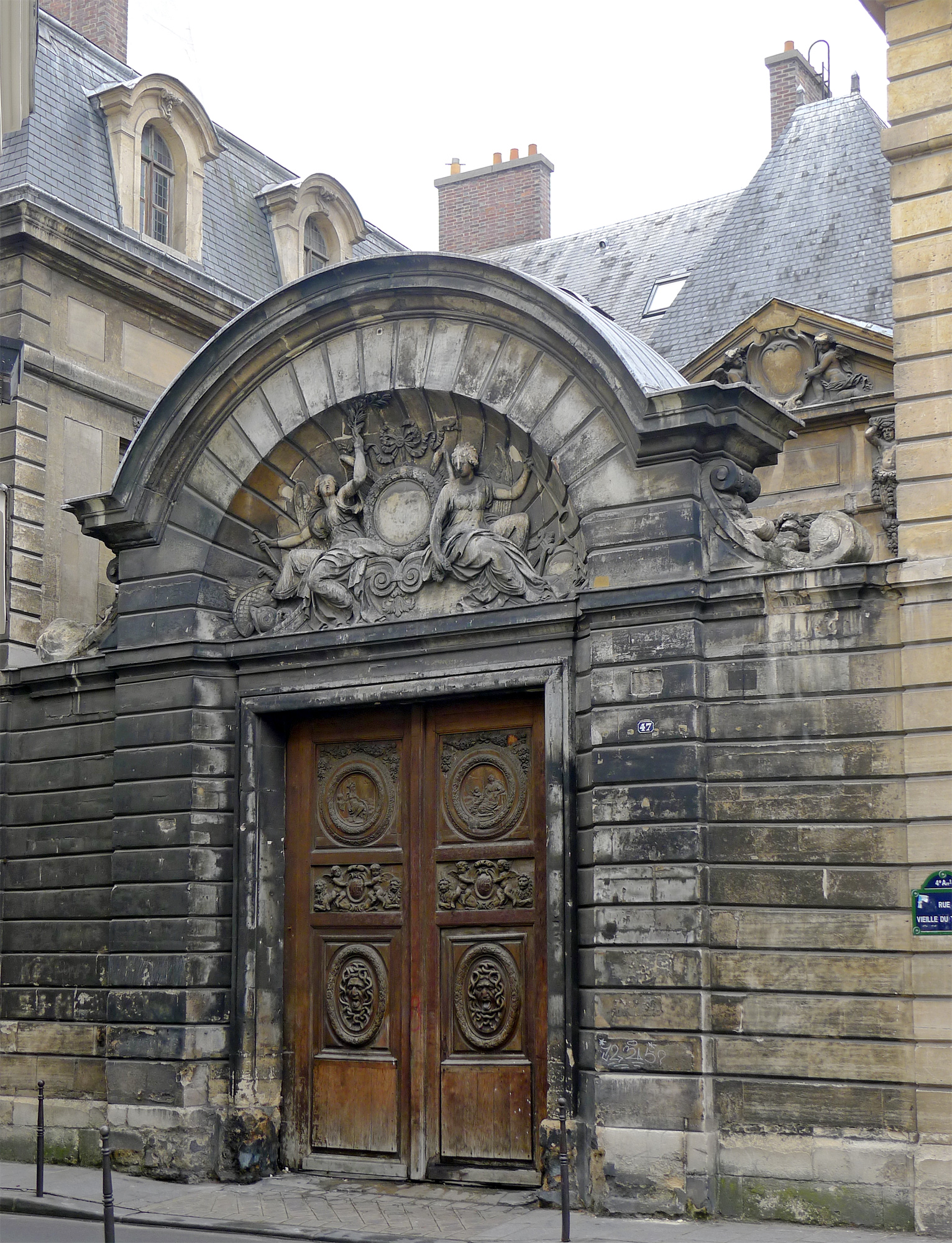
L'hôtel vu depuis la rue Vieille-du-Temple.

L’hôtel est dû à l'architecte Pierre Cottard, architecte de Louis XIV, à qui Denis Amelot confia le chantier.

### Extérieur
Du fait de la faible profondeur de la parcelle, l'hôtel possède deux cours et non l'organisation classique « entre cour et jardin ». La première est une cour d'honneur étroite avec balcon à balustres de pierre et elle donne sur l’entrée principale par la rue Vieille-du-Temple. Au faîte des façades sobres, des figures d'enfants en gaîne soutiennent la corniche. Quatre panneaux  présentant des cadrans solaires dus au père Truchet sont disposés entre les fenêtres. La seconde cour, plus grande que la première, reliée à elle par un passage voûté, offre une façade percée de quatre niches ornées de statues, et donne sur la rue des Guillemites. Les statues représentent les vertus (force, vérité, prudence, justice, vigilance, sagesse), ainsi que l'aurore et le crépuscule. Une terrasse, au 1er étage, donne sur la seconde cour.

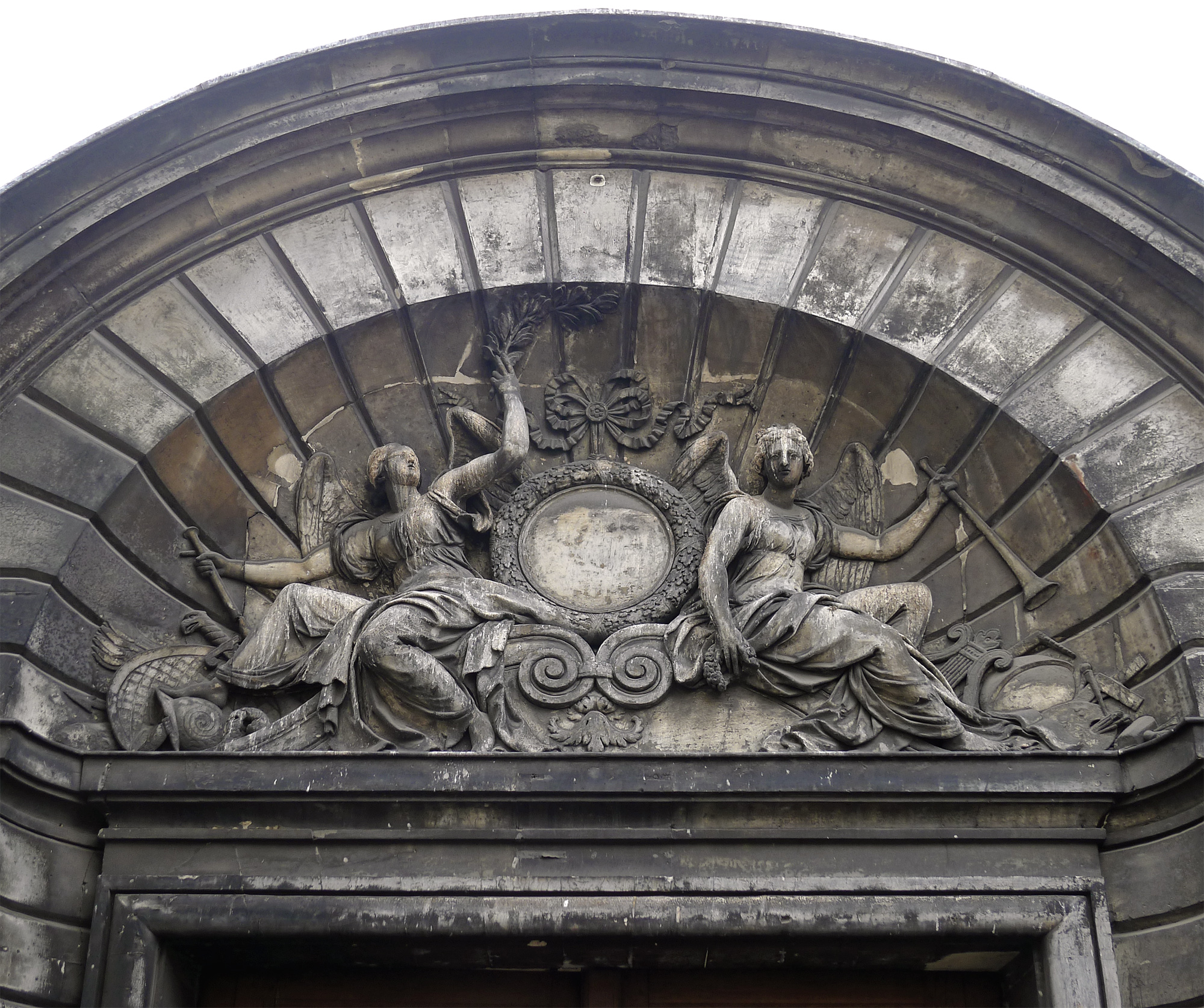
Bas-relief de Thomas Regnaudin.

La façade qui donne sur la rue Vieille-du-Temple offre un arc en plein cintre qui entoure un bas-relief représentant deux renommées, deux divinités ailées, sculptées par Thomas Regnaudin (1660 ; on lui doit aussi la Galerie d'Apollon, au Louvre). Ce ne sont pas des anges mais l'avatar des « déesses aux cent yeux et aux cent bouches », armées de « divines trompettes », les fameuses trompettes de la renommée. La porte d'entrée est également ornée de têtes de Méduse, jeunes femmes à la chevelure de serpents. Côté cour, le fronton est aussi décoré : en sculpture se trouvent les fondateurs de Rome, Romulus et Rémus, en compagnie de leur louve nourricière.
« Toutes les façades du côté de cette première cour sont chargées de cadrans à Soleil d'une invention toute singulière » Germain Brice , 1684.  Il y a sur ces deux façades sud et nord, un ensemble de sept cadrans « très curieux et très savants.[..] Ils constituent une richesse de notre patrimoine national ». L'ensemble des cadrans a fait l'objet d'une restauration en 2016 sous la conduite de Denis Savoie.
La façade donnant sur la rue des Guillemites est rénovée entre 1997 et 2000 sous le contrôle de Jean-François Lagneau, architecte en chef des Monuments historiques.

### Intérieur
Le bâtiment historique représente une surface de 1 718 m2, flanqué d'un immeuble plus moderne de 794 m2, et de 270 m2 de sous-sols. Il est classé monument historique depuis 1924. L'intérieur conserve des pièces exceptionnelles avec boiseries, peintures et plafonds (cf. photos sur ). Une partie des décorations intérieures est classée au titre des Monuments historiques. La galerie de Psyché tire son nom des représentations artistiques du personnage mythologique. Le plafond, peint par Michel Corneille l'Ancien, figure L'Apothéose de Psyché au centre et Mercure et Psyché et Psyché enlevée par les Zéphyrs aux extrémités. Le trumeau de la cheminée représente la Toilette de Psyché. Le plafond du salon de Flore a été décoré par Joseph-Marie Vien au XVIIIe siècle). La chambre à l'italienne a été reconstituée à la fin du XXe siècle à partir de planches gravées d'après les dessins de Cottard. Ne sont d'origine dans cette pièce que la cheminée et le plafond peint par Louis de Boullogne qui y a représenté Les Noces d'Hercule et d'Hébé.
La Bruyère n'hésita pas à railler l'hôtel dans ses Caractères : « Un bourgeois aime les bâtiments, il se fait bâtir un hôtel si beau si riche et si orné, qu'il est inhabitable ; le maître, honteux de s'y loger, ne pouvant se résoudre à le louer… se retire en galetas où il achève sa vie ».

## Résidents célèbres
C'est dans la chapelle protestante de cet hôtel que Mademoiselle Necker, future Madame de Staël, est baptisée en 1766.
Le 9 octobre 1776, pour 6 600 livres par an, Beaumarchais loue l'hôtel entier - il est lui-même un descendant huguenot. Il y fonde la maison Roderiguez, Hortalez et Cie, une compagnie maritime fictive subventionnée par les gouvernements français et espagnol, pour fournir aux colons américains insurgés contre le gouvernement anglais, des armes et autres biens de première nécessité. Beaumarchais y habite alors avec Marie-Thérèse Willer-Mawlaz qu'il épouse en troisièmes noces, légitimant ainsi la naissance de leur fille Eugénie. Il y a écrit Le Mariage de Figaro (1778), pièce si osée qu'elle ne fut jouée que six ans après. Il y composa aussi Tarare, donné à l'Opéra en 1787. Il déménagea la même année.
En 1924, l'hôtel fut acheté aux héritiers Lecoq par le pionnier de la TSF, Paul Brenot, et son épouse née Bredin. Paul Brenot en entreprit la restauration et la poursuivit après la mort de son épouse, lorsque l'hôtel fut transmis aux héritiers de cette dernière, M. et Mme Lemaire.
En 1951, Paul-Louis Weiller (industriel et ancien « as de l'air » de la Première Guerre) s'en rend propriétaire et engage des travaux, que son fils Paul-Annick poursuit jusqu'en 1998, date de sa mort. Pendant cette période se succèdent des invités prestigieux, du président Nixon au prince Charles, en passant par Sophia Loren et Charlie Chaplin. Paul-Louis Weiller était réputé pour sa prodigalité, à tel point que Greta Garbo le baptisa « Paul-Louis XIV ». Il y installe la Fondation Paul-Louis-Weiller dont le but est l'aide aux artistes dans le besoin ; un restaurant populaire y est hébergé : plus de 500 000 repas y sont servis.
En 2003, plusieurs scènes de la télésérie Les Liaisons dangereuses de Josée Dayan y ont été tournées.

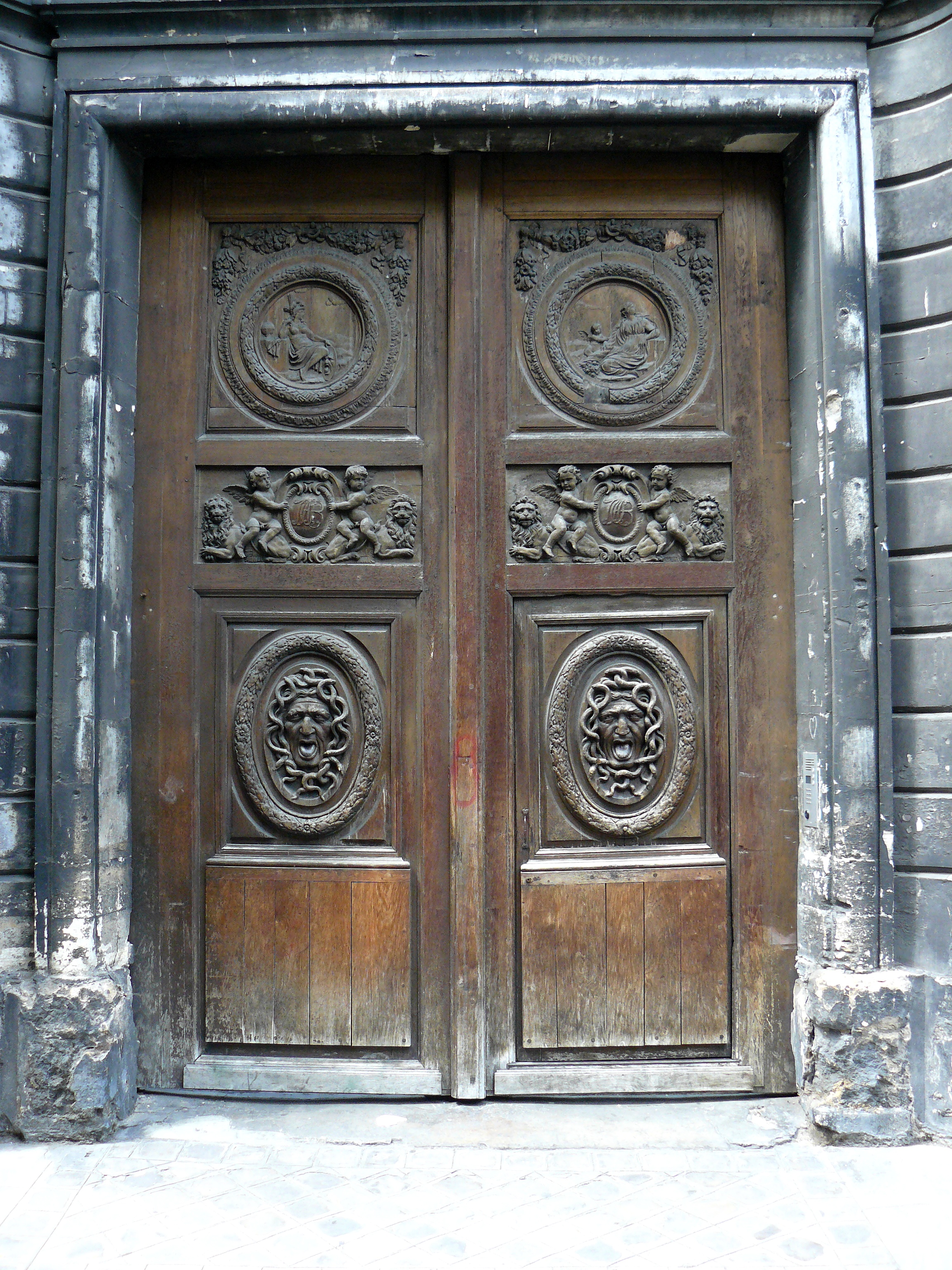
Porte de l’entrée principale (47, rue Vieille-du-Temple).
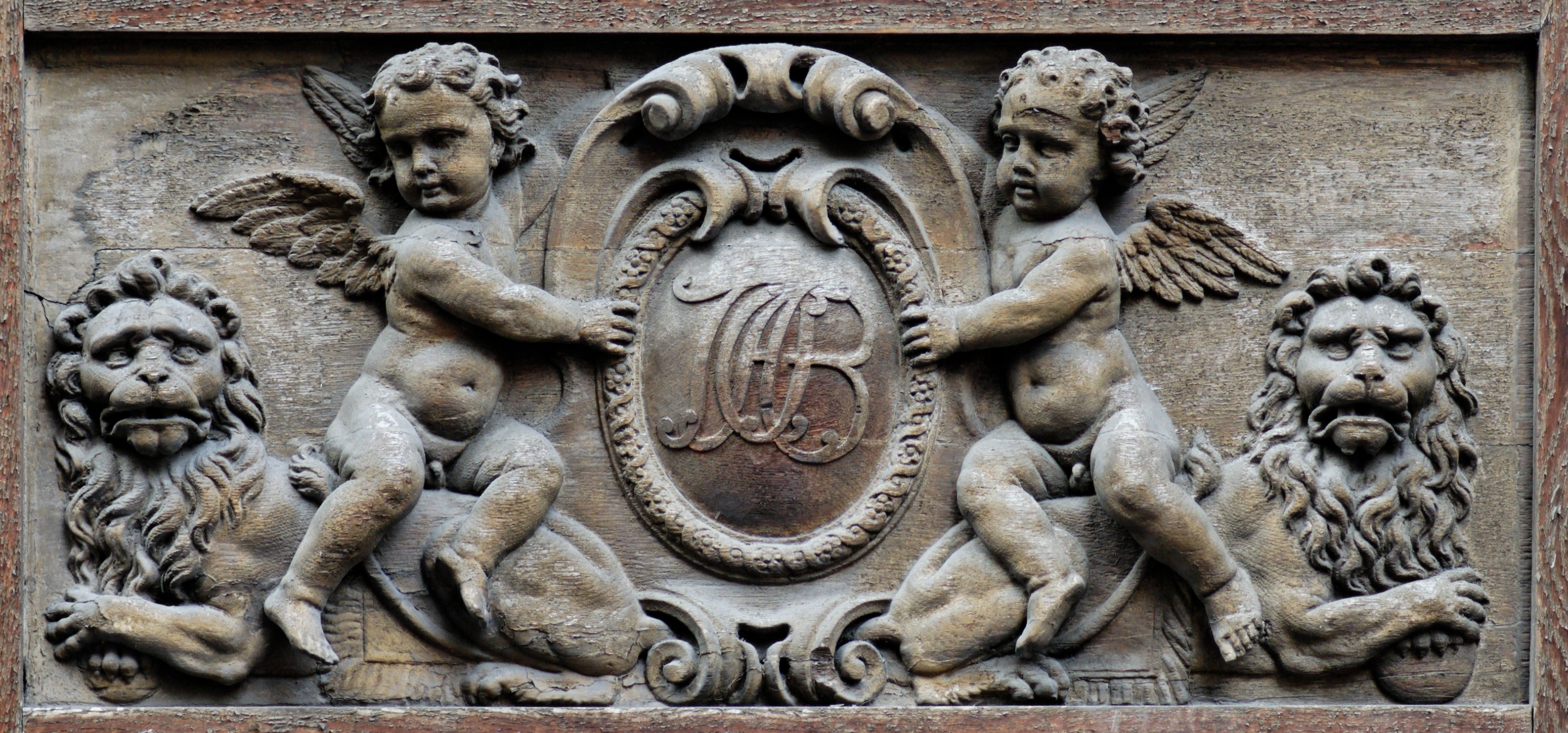
Deux angelots sur l'un des cartouches de la porte principale.
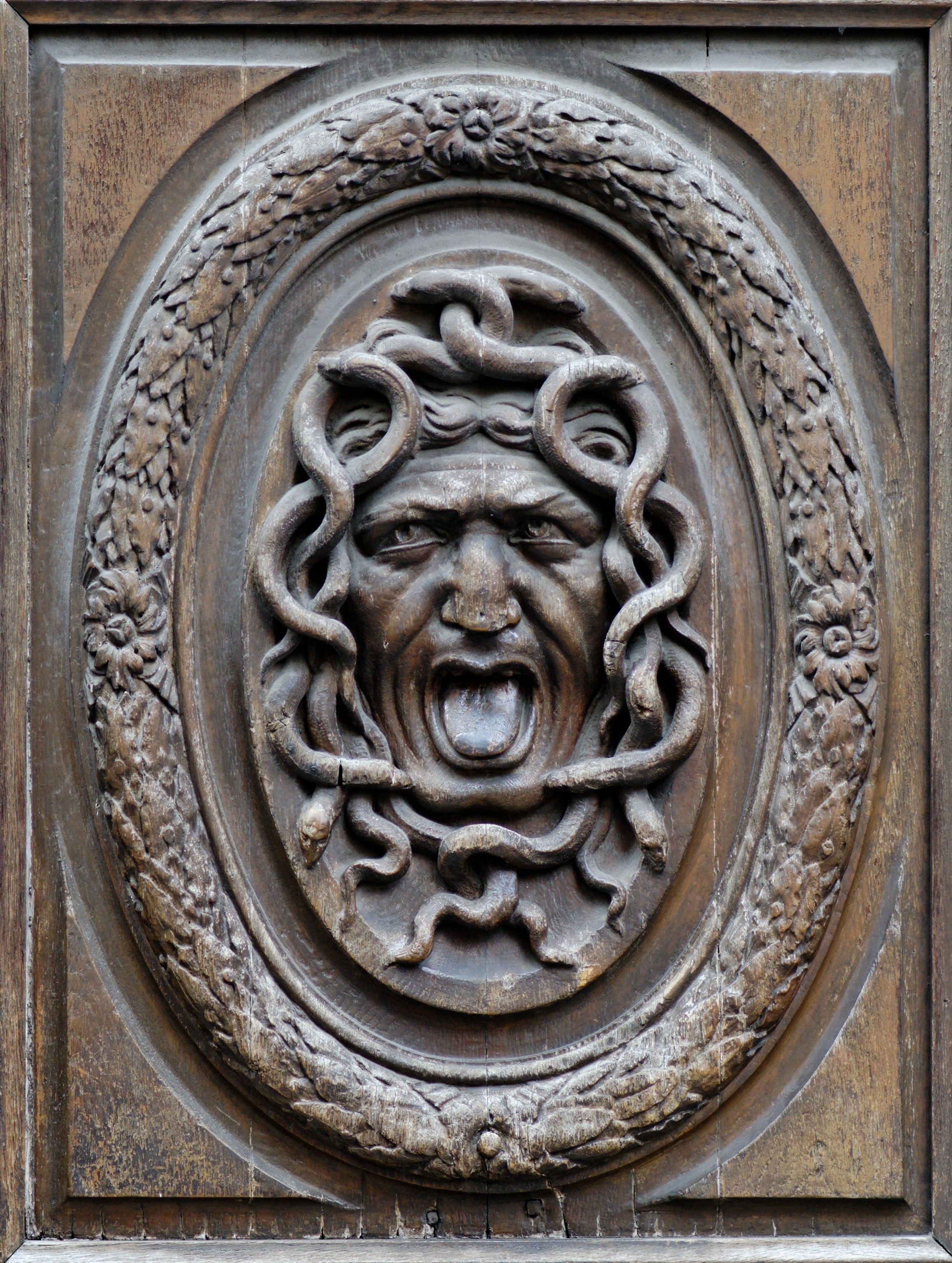
Gorgone ou méduse de la porte principale.
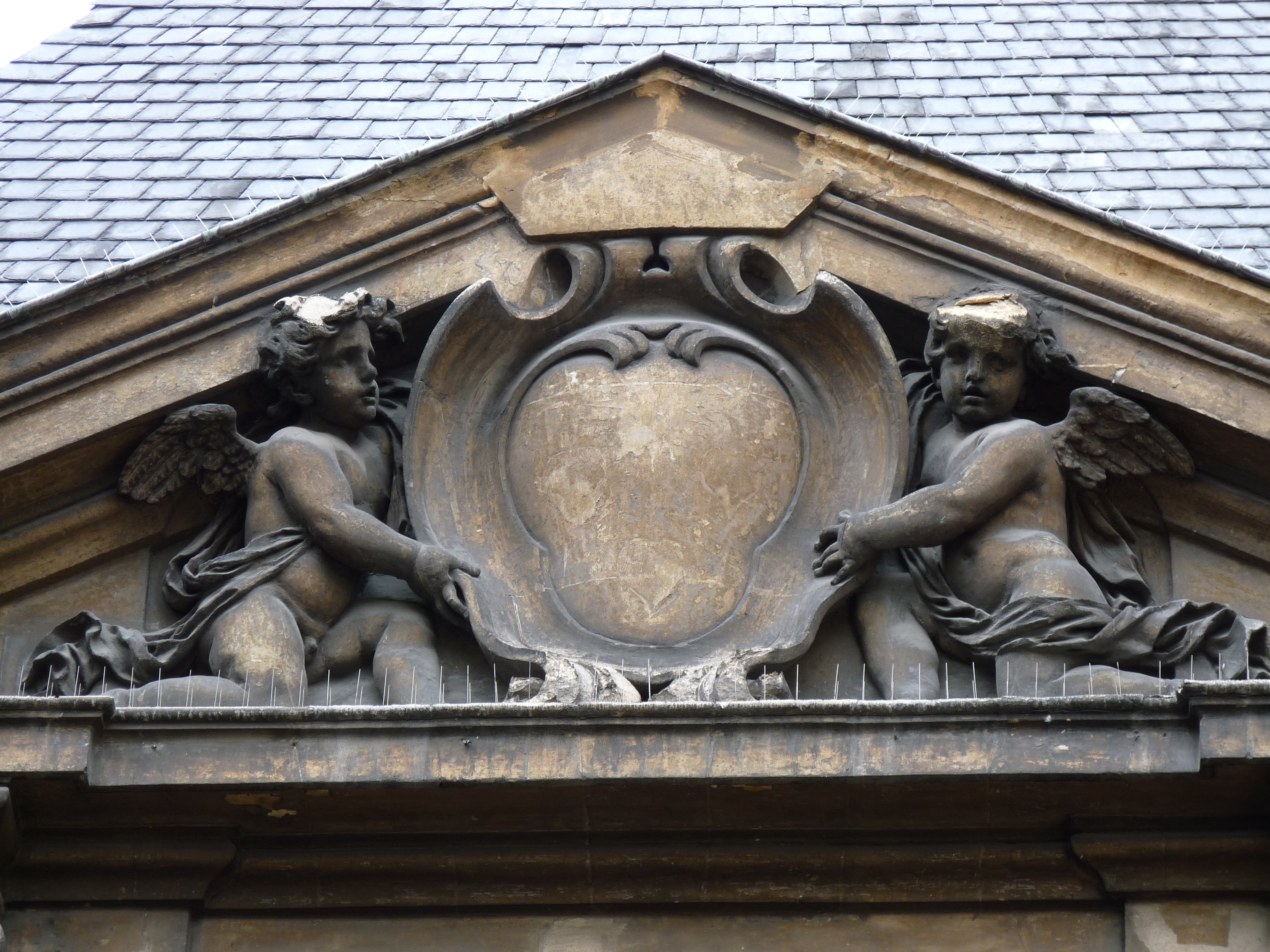
Première cour, détail.
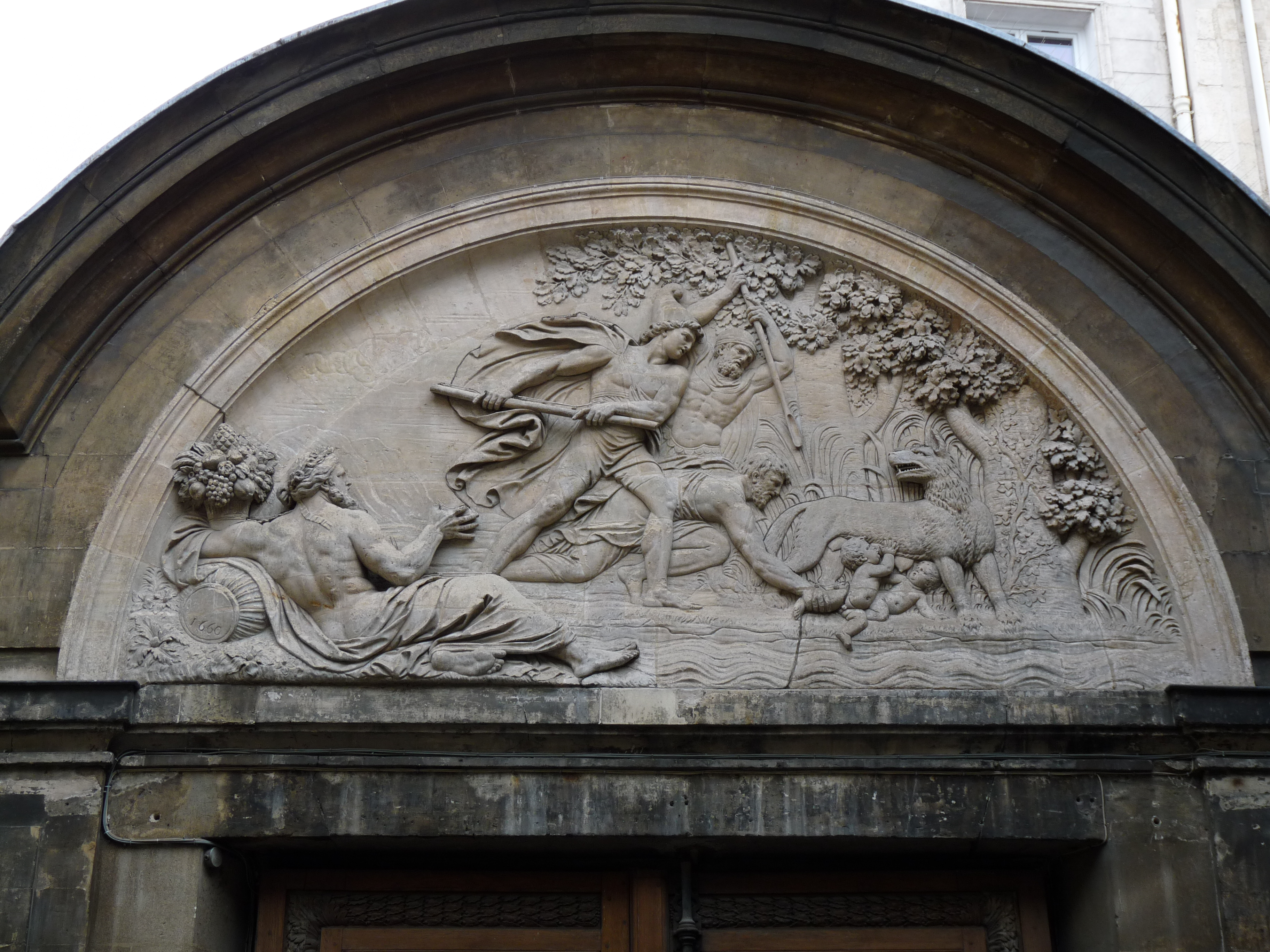
Première cour, fronton du revers de l'entrée principale représentant Romulus et Rémus par Thomas Regnaudin.
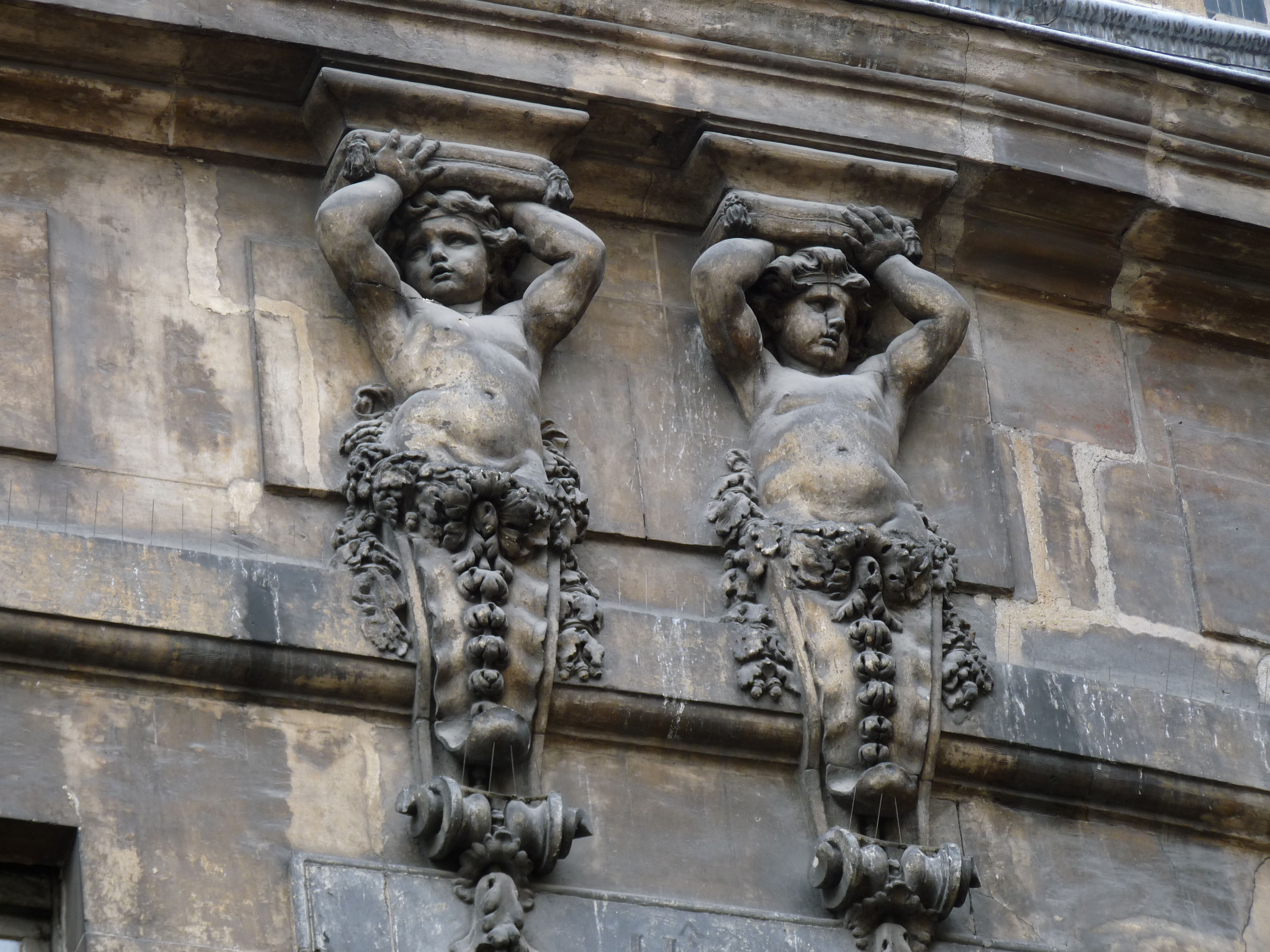
Première cour, détail.
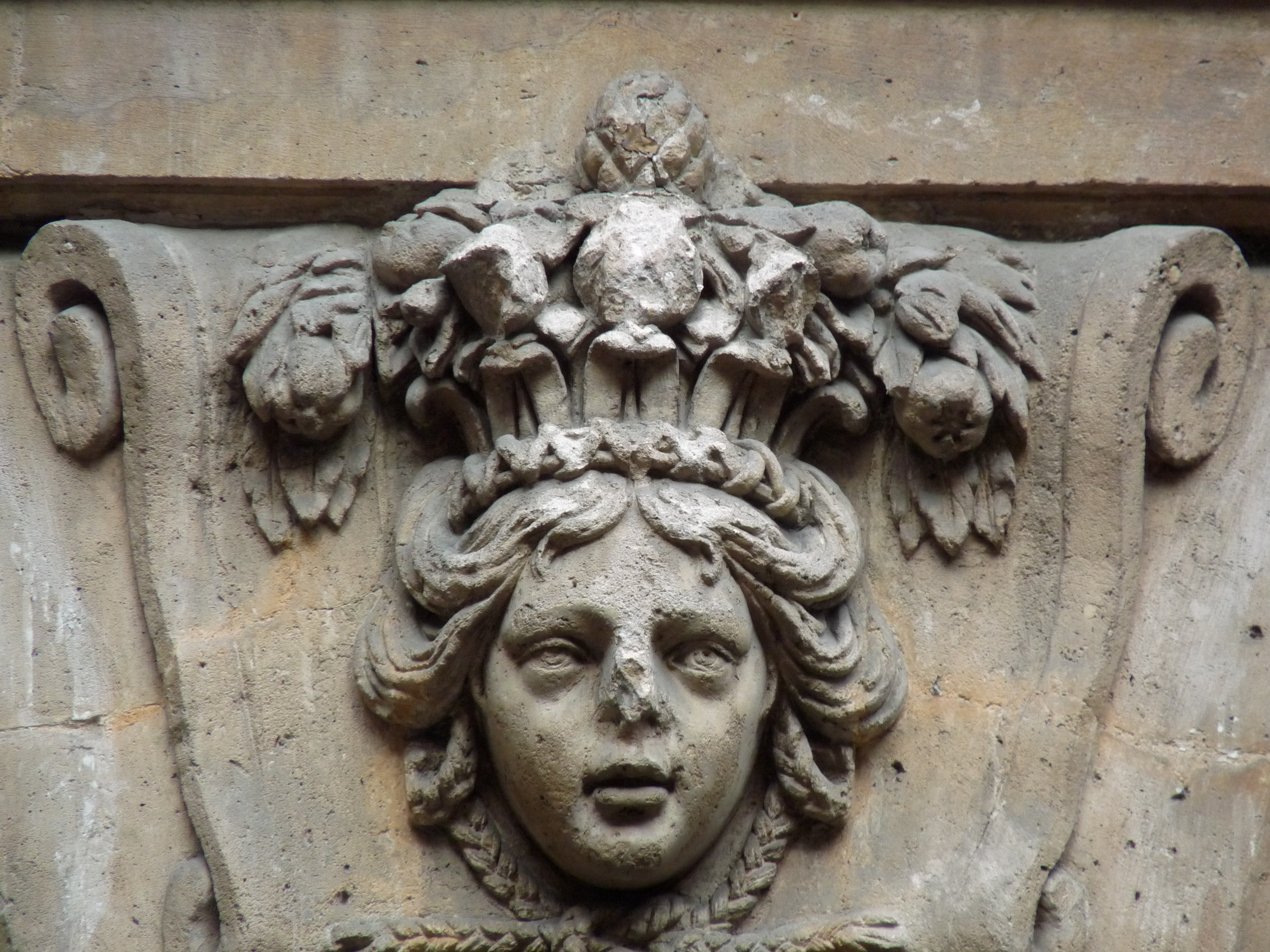
Première cour, détail.
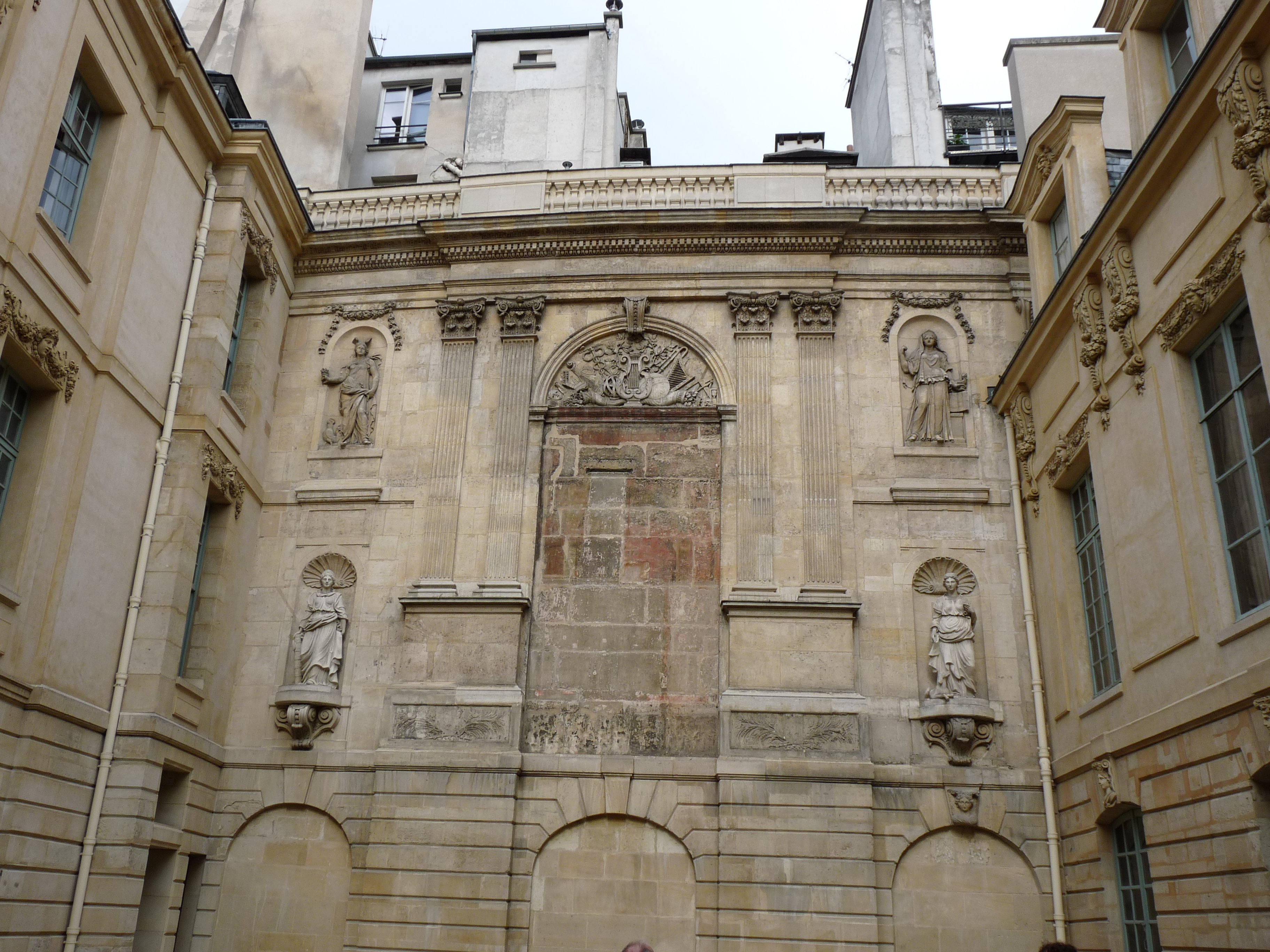
Seconde cour, mur nord.
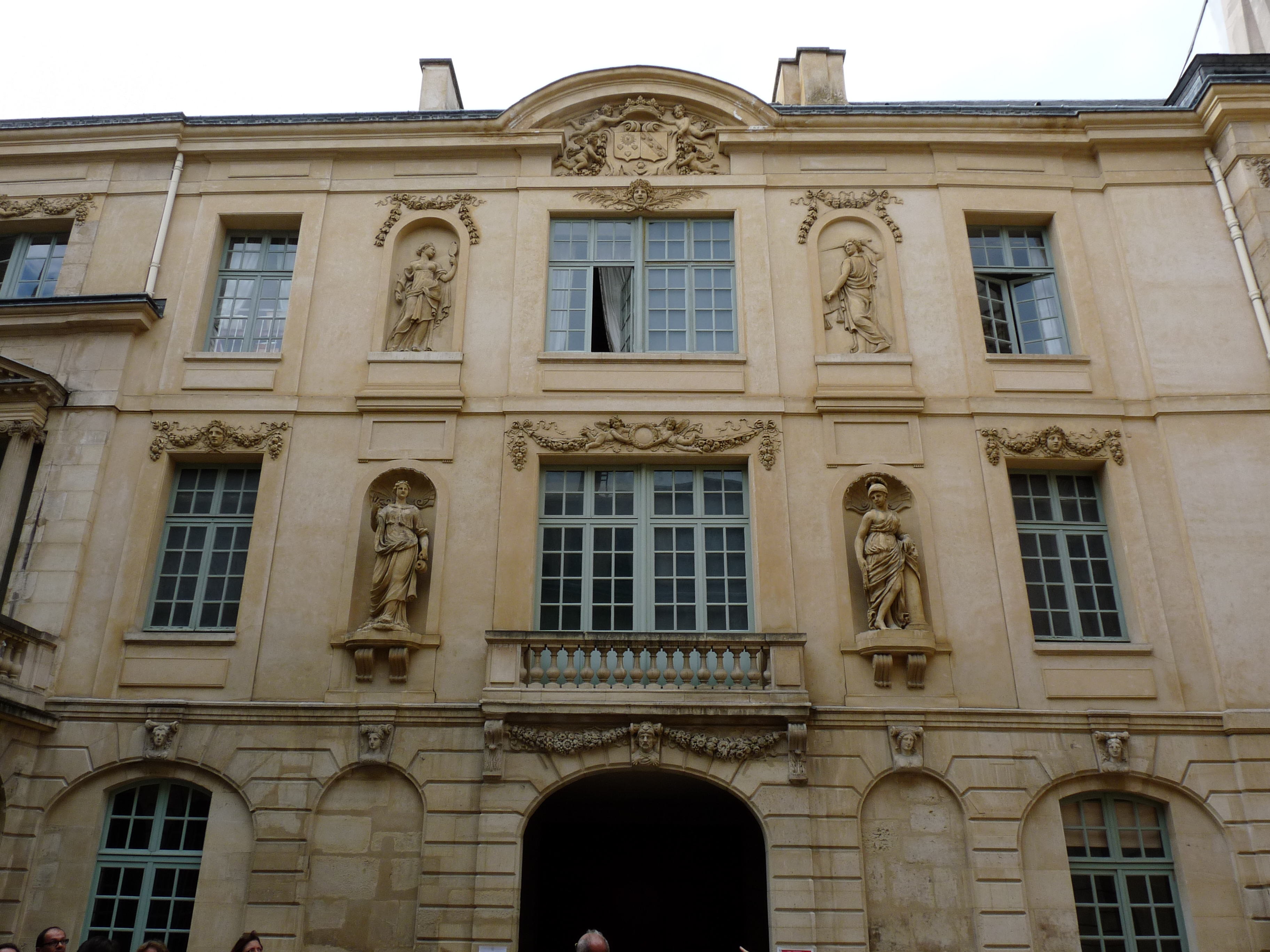
Seconde cour, bâtiment vers la rue des Guillemites.